# أولاكساوات
الأولاكساوات (الاسم العلمي: Olacoideae) هي أسرة من النباتات تتبع فصيلة الأولاكسية من رتبة الصندليات.

## أجناس
- الأولاكس ( الاسم العلمي:Olax)
- الدولاسيا ( الاسم العلمي:Dulacia)
- مطوي البتلات ( الاسم العلمي:Ptychopetalum)